# Witho Holland

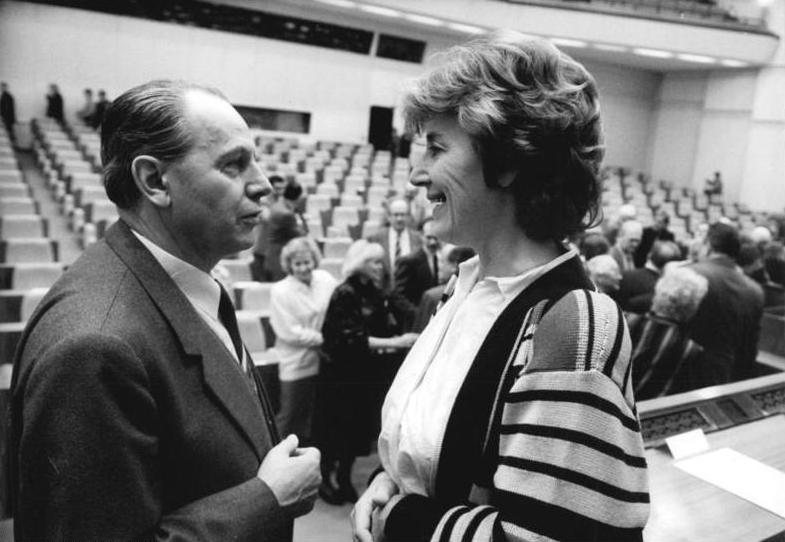
Witho Holland mit Christa Luft, 1989

Witho Holland (* 14. Juli 1926 in Bunzlau; † 12. Juni 2017 in Berlin) war ein deutscher Jurist, Politiker und Funktionär der DDR-Blockpartei LDPD. Er war Sekretär des Zentralvorstandes der LDPD und langjähriger Volkskammerabgeordneter.

## Leben
Witho Holland wurde als Sohn eines Rechtsanwaltes geboren. 1944 schloss er den Besuch der Oberschule für Jungen an den Staatlichen Zahnschen Schulanstalten in Bunzlau mit dem Abitur ab. Im gleichen Jahr wurde er zum Kriegsdienst eingezogen. Am 9. Februar 1944 beantragte Holland die Aufnahme in die NSDAP und wurde zum 20. April desselben Jahres aufgenommen (Mitgliedsnummer 9.900.434). 1945 geriet er in Italien in amerikanische Kriegsgefangenschaft. Nach Lazarettaufenthalten gelangte er anschließend von dort über Erlangen nach Schmalkalden in die Sowjetische Besatzungszone, wo sich seine Eltern als Umsiedler niedergelassen hatten. Im Frühjahr 1946 nahm er ein Studium der Rechtswissenschaften auf, welches er 1950 mit dem Ersten Staatsexamen abschloss. 1953 schloss Holland das Zweite Staatsexamen ab. 1957 wurde er mit einer Arbeit über „Die schmalkaldischen Handwerkerzünfte und ihr Recht bis zur Mitte des 19. Jahrhunderts, dargestellt hauptsächlich nach ihren Zunftbriefen“ an der Friedrich-Schiller-Universität Jena zum Doktor der Rechtswissenschaften promoviert. Anschließend fand er eine Anstellung bei der Konsumgenossenschaft, für die er als Justitiar zunächst für den Kreisverband, später bis 1961 für den Bezirksverband Suhl tätig war. 1961 wechselte Holland nach Berlin, wo er nunmehr bis 1970 als Justitiar für den Gesamtverband der Genossenschaften in der DDR tätig war.

## Parteipolitische Tätigkeit
1946 trat Holland in die Blockpartei LDPD ein. Nicht zuletzt wegen der herausgehobenen Position im Gesamtverband der Genossenschaften übernahm er ab 1963 auch zunehmend politische Ämter in der LDPD. Hinzu kam, dass die Konsumgenossenschaften ab der vierten Wahlperiode der Volkskammer 1963 keine eigenen Abgeordneten im Parlament der DDR hatten. So kandidierte Holland 1963 das erste Mal als Volkskammerabgeordneter mit dem Mandat der LDPD. In der Folge war er bis zum Ende der 9. Wahlperiode 1990 Mitglied der Volkskammer. Gleichzeitig wurde Holland zunächst bis 1967 Mitglied des LDPD-Bezirksvorstandes Berlin, von 1967 bis 1970 war er der stellvertretende Vorsitzende des LDPD-Bezirksvorstandes von Berlin. 1970 wechselte Holland hauptamtlich zur Partei, er übernahm die Funktion des Sekretärs des Zentralvorstandes der LDPD und war damit gleichzeitig dessen Mitglied. Von 1972 bis zur Auflösung der Partei 1990 gehörte er außerdem dem Politischen Ausschuss des Zentralvorstandes der LDPD an.
Holland starb im Alter von 90 Jahren in Berlin.

## Ehrungen in der DDR
- 1971 Vaterländischer Verdienstorden in Bronze[4]
- 1976 Vaterländischer Verdienstorden in Silber[5]
- 1981 Banner der Arbeit Stufe I[6]
- 1986 Vaterländischer Verdienstorden in Gold[7]